# Domenico Marocchino
Domenico Marocchino (* 5. Mai 1957 in Vercelli) ist ein ehemaliger italienischer Fußballspieler.

## Karriere

### Vereine
Aus der Jugendmannschaft von Juventus Turin hervorgegangen, spielte Marocchino in der Saison 1976/77 zunächst für den AC Junior Casale, der Nachwuchsmannschaft des in Casale Monferrato ansässigen AS Casale in der Serie C, der dritthöchsten Spielklasse im italienischen Fußball, erstmals im Seniorenbereich Fußball. Nach nur einer Saison, in der er zwei Tore in 35 Punktspielen erzielt hatte, wechselte er zur US Cremonese in die Serie B, in der er in der Saison 1977/78 ebenfalls zwei Tore, jedoch in 34 Punktspielen erzielte. Für Atalanta Bergamo kam er erstmals in der Serie A 1978/79 in 18 Punktspielen zum Einsatz. Sein Erstligadebüt gab er am 17. Dezember 1978 (12. Spieltag) beim torlosen Unentschieden im Heimspiel gegen den AC Florenz. Sein erstes Tor in der höchsten Spielklasse erzielte er am 21. Januar 1979 (15. Spieltag) beim 1:1-Unentschieden im Auswärtsspiel gegen Lanerossi Vicenza mit dem Treffer zum 1:0 in der 15. Minute. In einem Teilnehmerfeld von 16 Mannschaften stieg sein Verein als Vorletzter ab. 
Es folgten vier Erstligasaisons für Juventus Turin, in denen er 99 Punktspiele bestritt und neun Tore erzielte. Während seiner Zugehörigkeit gewann er zweimal die Meisterschaft und einmal den Coppa Italia, den nationalen Vereinspokal, in dem Wettbewerb er insgesamt 22 Spiele bestritt und zwei Tore erzielte. International kam er im Wettbewerb um den Europapokal der Landesmeister in den beiden Hin- und Rückspielen der 1. und 2. Runde gegen Celtic Glasgow und RSC Anderlecht erstmals zum Einsatz. Bei seiner zweiten Teilnahme 1982/83 kam er in sechs Spielen einschließlich dem Finale zum Einsatz. Im Olympiastadion Athen am 25. Mai 1983 unterlag seine Mannschaft, für die er in der 56. Minute für Paolo Rossi eingewechselt wurde, dem Hamburger SV durch das Tor von Felix Magath in der achten Minute mit 0:1. Im Wettbewerb um den Europapokal der Pokalsieger kam er bereits 1979/80 in sieben Spielen bis zum Ausscheiden gegen den FC Arsenal im Halbfinale zum Einsatz.
In der Saison 1983/84 spielte er 14 Mal für den Ligakonkurrenten Sampdoria Genua, für den er ein Tor in der Serie A erzielte.
Anschließend war er drei Jahre lang für den Zweitligisten FC Bologna in insgesamt 70 Punktspielen, in denen ihm vier Tore gelangen, aktiv. Eine Saison lang spielte er für den AS Casale in der viertklassigen Serie C2; allerdings nur dreimal. Danach gehörte er von 1988 bis 1992 Valenzana Calcio in der gesamtitalienischen Amateurliga an.

### Nationalmannschaft
Marocchino kam ein einziges Mal für die A-Nationalmannschaft zum Einsatz; er bestritt das achte und letzte WM-Qualifikationsspiel der Gruppe 5 beim 1:0-Sieg über die Nationalmannschaft Luxemburgs am 5. Dezember 1981 in Neapel.

## Erfolge
- Finalist Europapokal der Landesmeister 1983
- Italienischer Meister 1981, 1982
- Italienischer Pokal-Sieger 1983